# Schloss Fußberg

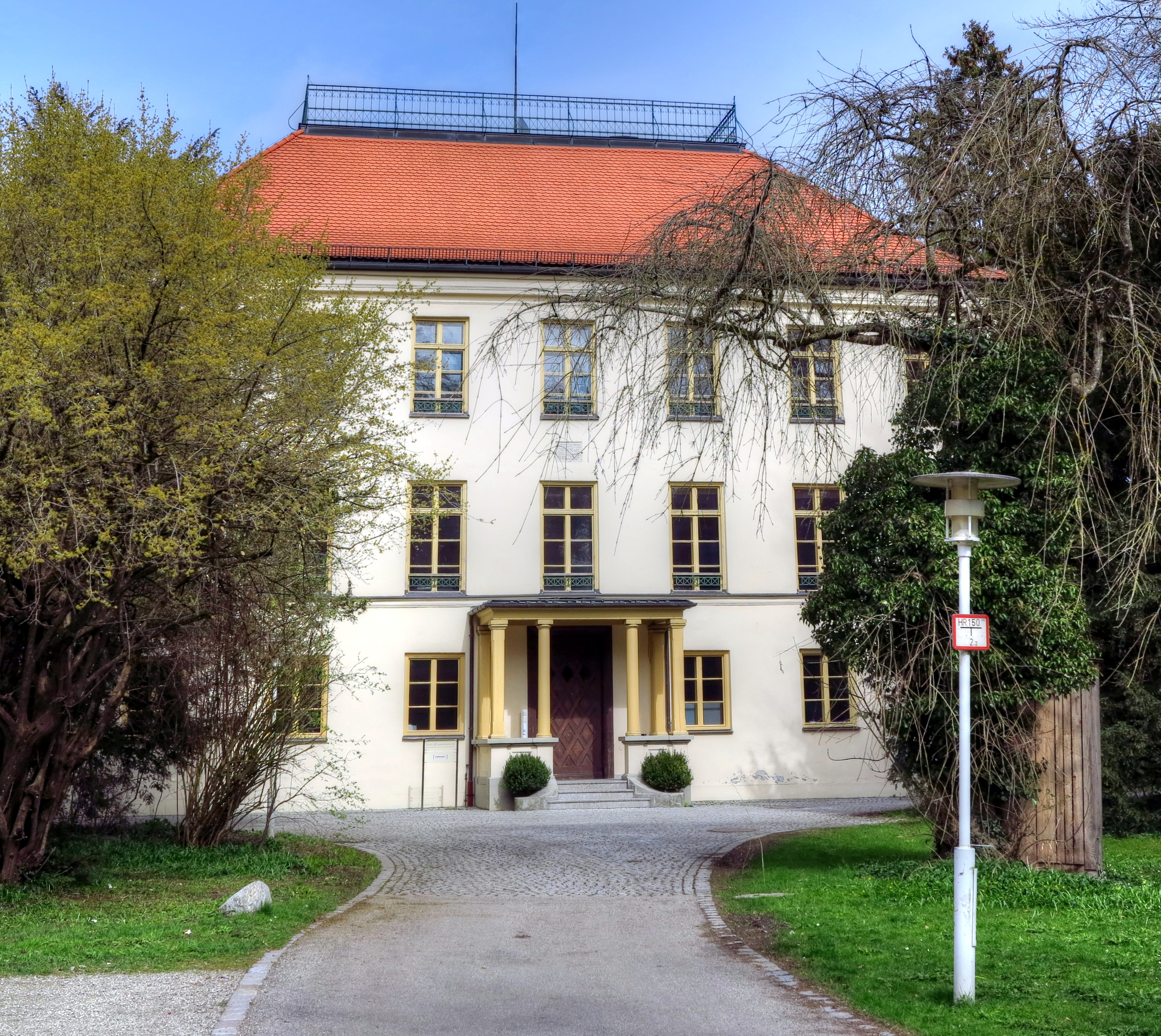
Schloss Fußberg

Das Schloss Fußberg befindet sich in Gauting im Würmtal nahe München. Es liegt unmittelbar nördlich des Ortskerns von Gauting am linken Ufer der Würm in einer Flussschleife. Die Anlage ist unter der Aktennummer D-1-88-120-1 als Baudenkmal verzeichnet. „Untertägige mittelalterliche und frühneuzeitliche Befunde im Bereich von Schloss Fußberg und seiner Vorgängerbauten mit abgegangener Schlosskapelle“ werden zudem als Bodendenkmal unter der Aktennummer D-1-7934-0239 geführt.

## Geschichte

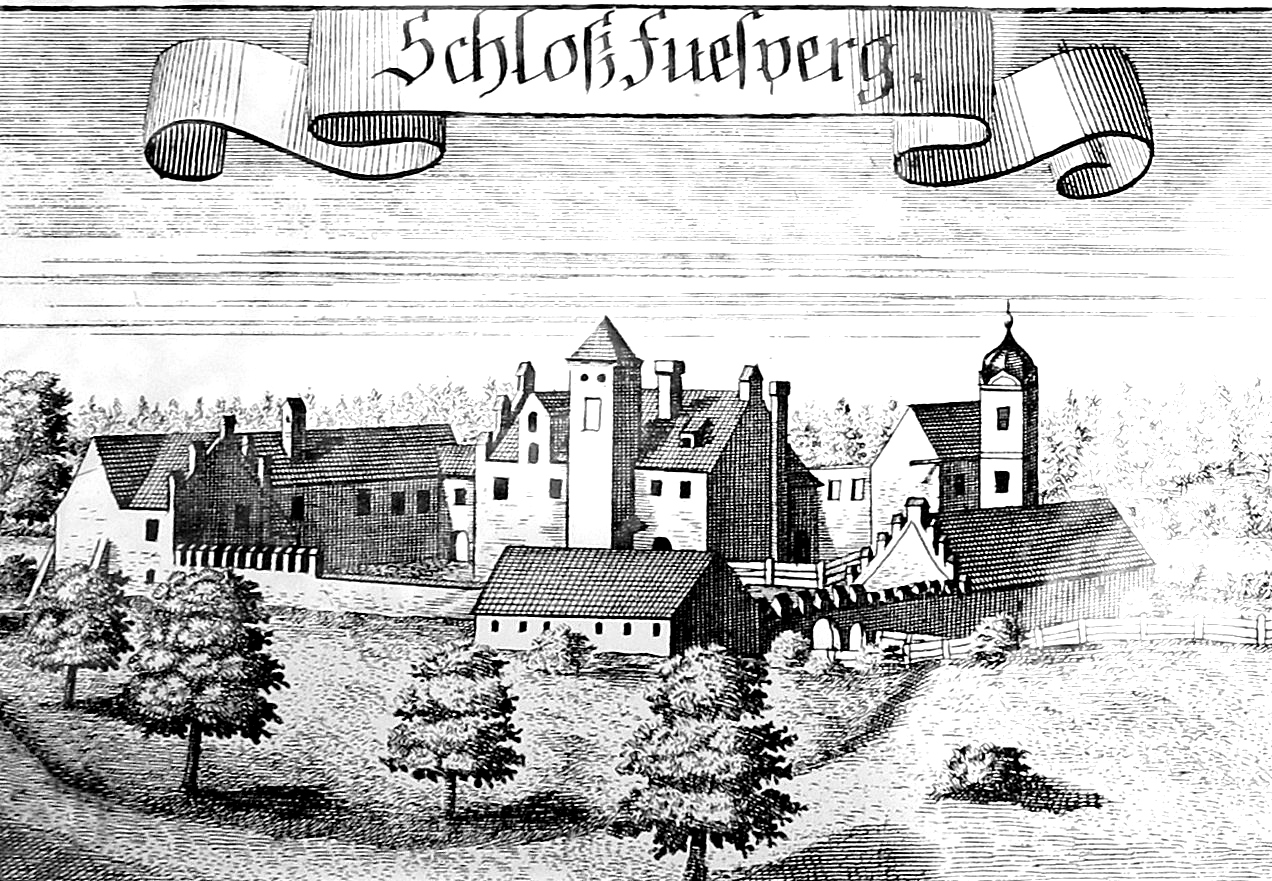
Stich von Michael Wening um 1700

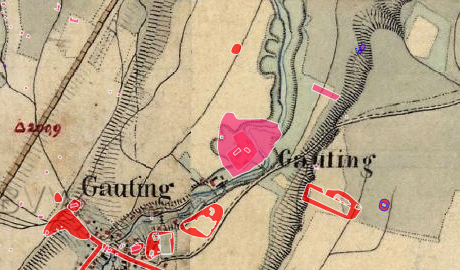
Lageplan von Schloss Fußberg auf dem Urkataster von Bayern

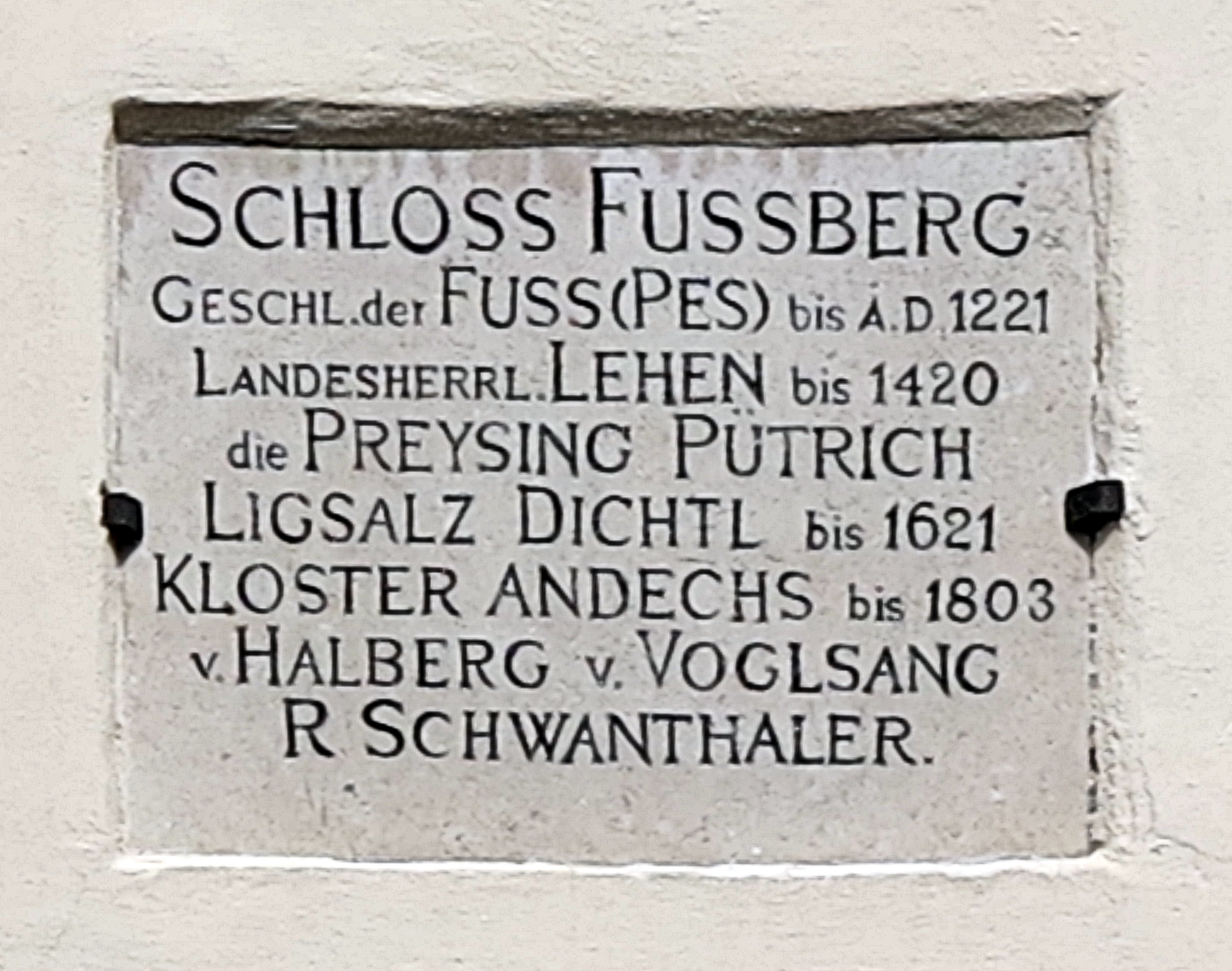
Infotafel über Haupteingang

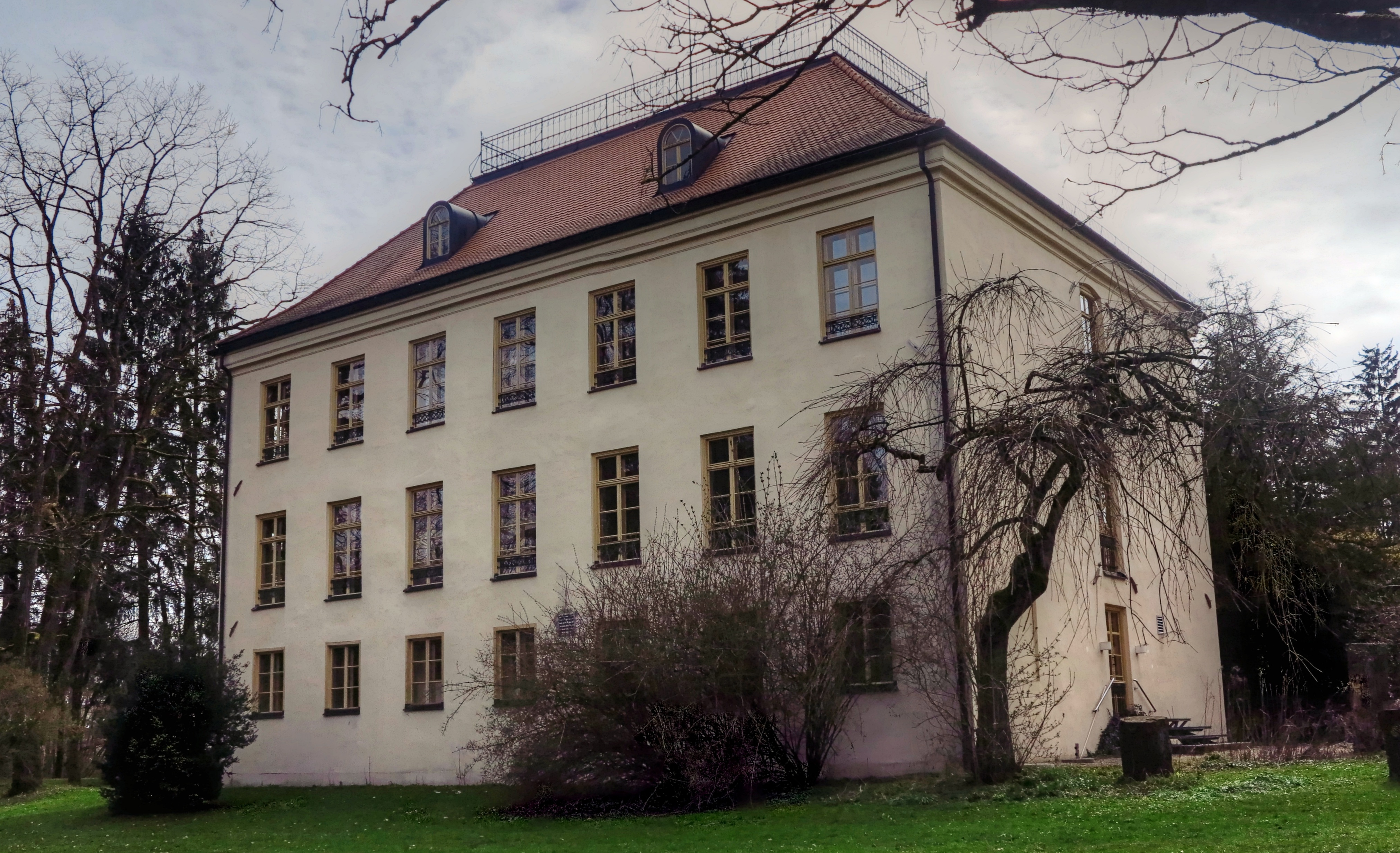
Gartenseite

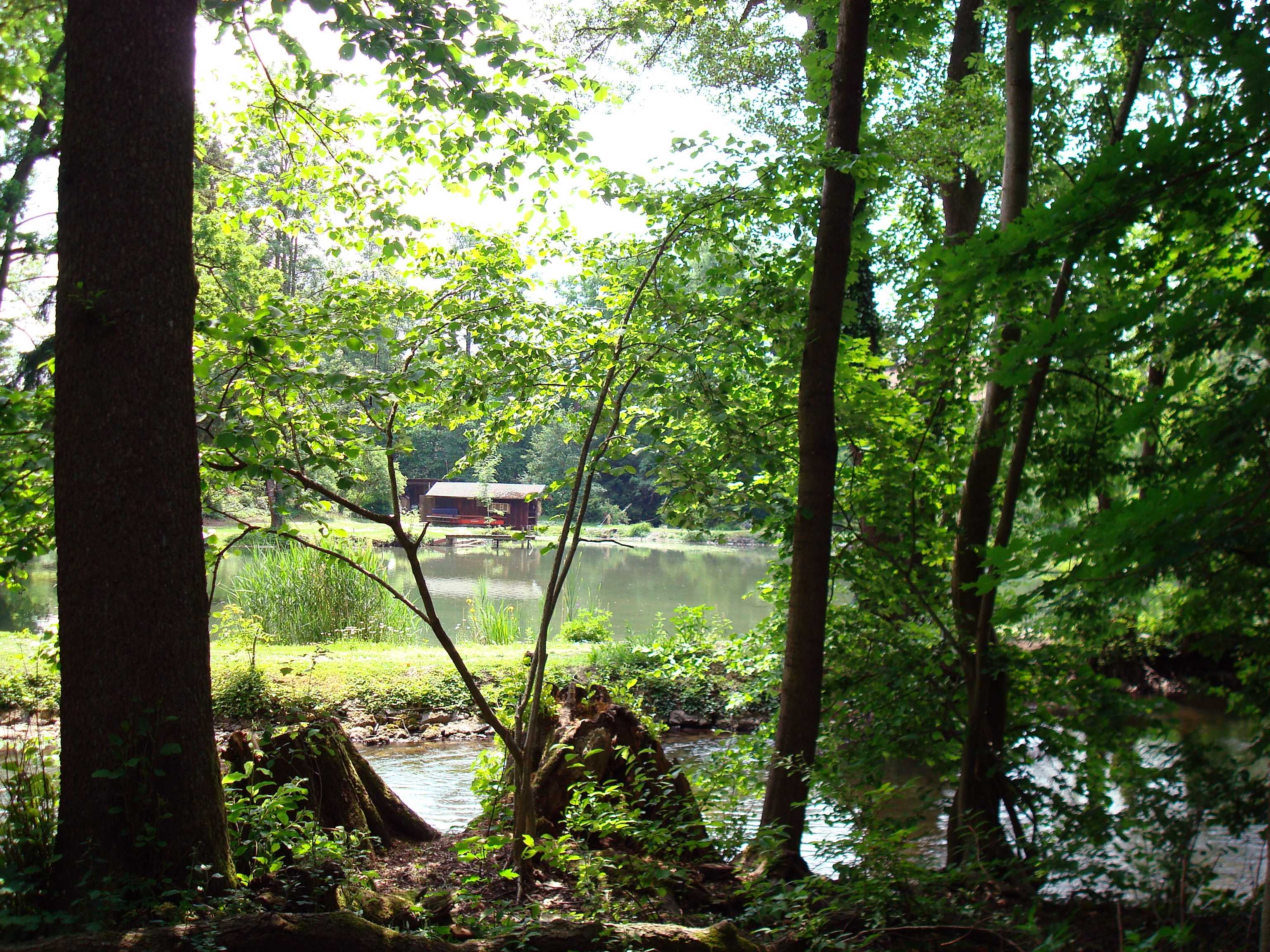
Weiher im Schlosspark

Der Name des Schlosses geht auf das Rittergeschlecht der Fuß zurück, die das Schloss im 12. Jahrhundert verwalteten und unter dem bayerischen Herrscherhaus der Wittelsbacher dem Stand der Ministerialbeamten angehörten. Urkundlich ist Fußberg seit 1342 als befestigter Herrensitz und Lehen der bayerischen Herzöge nachgewiesen. Im Jahr 1560 wurde Fußberg Mittelpunkt einer Hofmark und blieb dies bis zur Säkularisation 1803. In den Quellen ist es als Sitz von Wittelsbacher Ministerialen aufgeführt. Nach dem kaiserlichen Richter Ludwig von der Teck ging das Schloss in den Besitz der Münchener Familien Püttrich, Ligsalz, Dichtl und Weiler über, bis es 1621 durch das Kloster Andechs übernommen wurde. Die Prälaten des Klosters bauten das im Dreißigjährigen Krieg stark beschädigte Gebäude 1721 in einen repräsentativen, palaisartigen Landsitz in etwa der heutigen Gestalt um. Die folgenden Eigentümer nach der Auflösung des Klosters Andechs und seiner Hofmarken 1803 waren Freiherr von Zweibrücken, Theodor von Hallberg-Broich, Graf Waldbott von Bassenheim, Baron Maurice de Hirsch und Rudolf Schwanthaler. Von 1893 bis 1981 diente Schloss Fußberg als Fabrikantenvilla der (inzwischen abgerissenen) unmittelbar angrenzenden Papierfabrik Haerlin, bis die Gemeinde Gauting das Schloss und die Parkanlage 1981 erwarb.
Ursprünglich war das Schloss wohl als Wasserburg in einer Flussschleife konzipiert; bis ins 19. Jahrhundert hatte die Anlage Wehrcharakter. Seine heutige Gestalt als dreigeschossiger Walmdachbau erhielt das Schloss im Jahr 1721 nach Plänen von Paul von Dießen. Von 1894 bis 1897 wurde das Schloss erneut umgebaut und erhielt in der ersten Hälfte des 19. Jahrhunderts eine Parkanlage. So wurde es zu einem gehobenen Wohnsitz in einem englischen Landschaftsgarten.
Zur Anlage gehören das Haupthaus, die renovierungsbedürftige Wagenremise und das sogenannte Salettl. Der zur Schlossanlage gehörende, öffentlich zugängliche Park wird von der Würm durchflossen.

## Aktuelle Situation
Nach aufwendigen Renovierungsarbeiten durch die Gemeinde Gauting wurden Schloss und Salettl ab 1999 vollständig an die Firma Engel & Zimmermann AG vermietet. Das Schlosscafé hat nach Beendigung des Untermietvertrages durch Engel & Zimmermann am 31. Oktober 2009 seinen Betrieb aufgegeben. Seit 2017 gibt es wieder ein Café-Restaurant im Salettl.
Im September 2024 gab die Unternehmensberatung bekannt, den Firmensitz in Gauting zugunsten eines Büros in Haar aufzugeben. Der Umzug findet im März 2025 statt.